# Congrescentrum

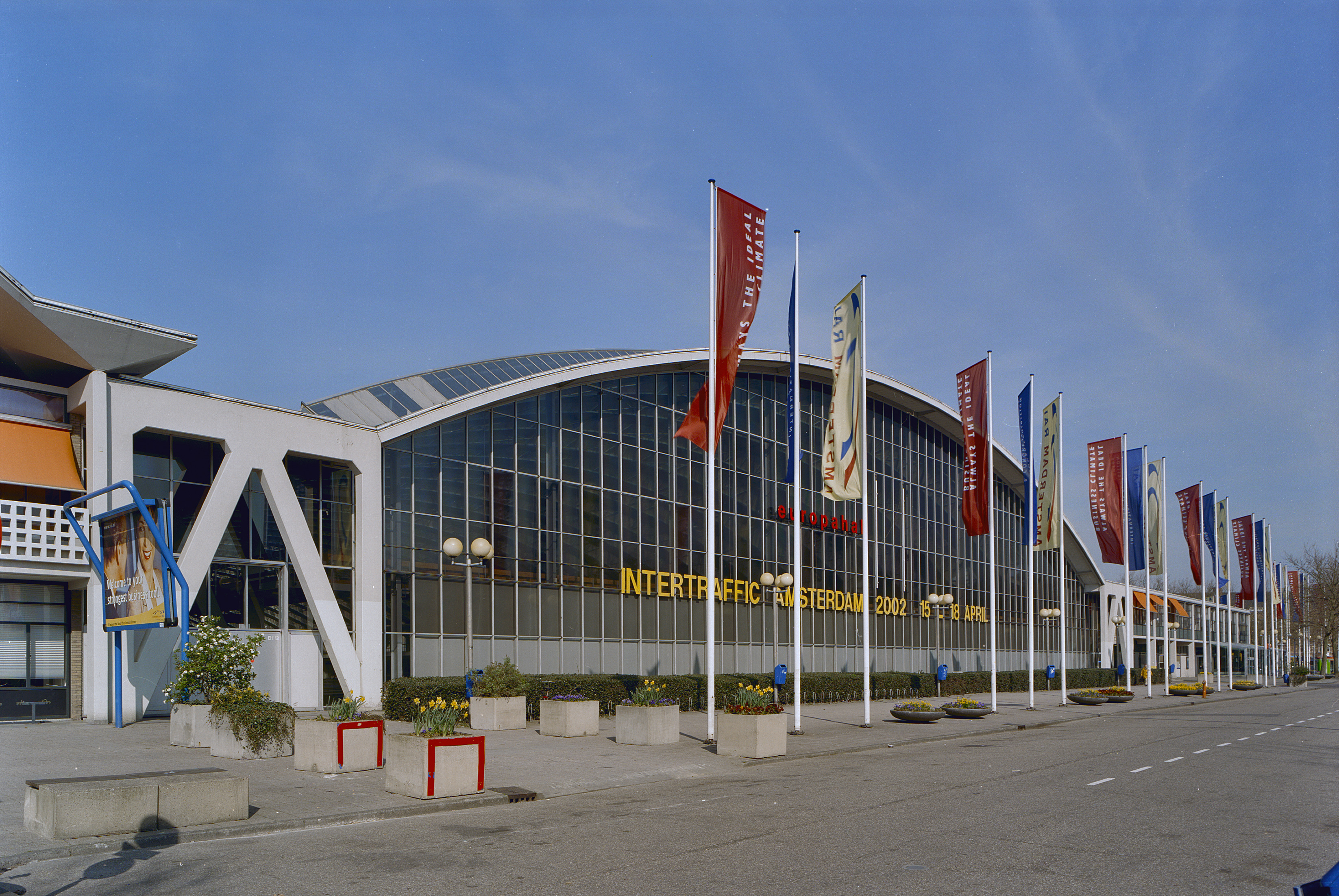
RAI Congrescentrum Amsterdam

Een congrescentrum is een gebouw (of complex van gebouwen), dat gelegenheid biedt voor het organiseren van congressen en vaak ook andere grootschalige evenementen. Meestal gaat het daarbij niet slechts over één zaal, maar zijn er meerdere ruimtes, geschikt voor groepen van verschillende omvang. Zij onderscheidt zich in de schaal van een vergadercentrum, waar alleen kleine en/of middelgrote gezelschappen terechtkunnen.
In de meeste congrescentra is een cateringbedrijf gevestigd, dat voor alle eten en drinken voor de bezoekers zorgt. Vaak is er een hotelfunctie, of is het congrescentrum daaruit voortgekomen. Ook andere locaties die actief zijn op de markt van grootschalige evenementen, hebben een congrescentrum. Daarbij valt te denken aan ondernemingen als de RAI in Amsterdam en Brussels Expo in Brussel.
Wat "grootschalig" inhoudt, is niet exact aan te geven. Een aan het Nederlands Bureau voor Toerisme en Congressen verbonden organisatie hanteert de volgende criteria voor internationale congressen: minimaal 250 deelnemers uit minimaal 5 landen voor een duur van minimaal twee dagen.

## Congrescentra
Enkele locaties in Nederland en België, die het faciliteren van congressen als hoofd- of nevenactiviteit hebben:

### België
Hieronder zijn de congrescentra opgesplitst per provincie. Het Brussels Hoofdstedelijk Gewest maakt geen deel uit van een provincie en is daarom apart opgenomen.

#### Brussel
- Beursgebouw in Brussel
- Brussels Expo in Brussel
- Karel De Grote-gebouw in Brussel
- Kelders van Cureghem in Brussel
- Kinepolis in Brussel
- Sheraton Rogierplein in Brussel
- Sint-Gorikshallen in Brussel
- Square in Brussel
- The Hotel in Brussel
- Tour & Taxis in Brussel

#### Antwerpen
- Antwerp Expo in Antwerpen
- Elisabethzaal in Antwerpen
- Radisson Blu Astrid in Antwerpen
- Kinepolis in Antwerpen
- Nekkerhal- Expo Brussels North in Mechelen
- Alfacam Media Center in Schelle

#### Oost-Vlaanderen
- Van Der Valk Hotels in Beveren
- Flanders Expo in Gent
- Kinepolis in Gent
- Virginie Lovelinggebouw (auditorium) in Gent
- Bau-Huis in Sint-Niklaas
- Hotel Serwir in Sint-Niklaas
- Waasland-Expo in Temse

#### Limburg
- B-Mine in Beverlo
- C-Mine in Genk
- Park H in Hasselt

#### West-Vlaanderen
- Casino in Blankenberge
- Beurshalle in Brugge
- Kinepolis in Brugge
- Plopsaland theater in De Panne
- Casino in Knokke
- Kortrijk Xpo in Kortrijk
- Roeselare Expo in Roeselare
- Casino-Cursaal in Oostende
- Thermae Palace in Oostende
- Boudewijn Seapark in Zeebrugge

#### Vlaams-Brabant
- Brabanthal in Leuven

#### Henegouwen
- Mons Expo in Mons
- Centre du Congres in Mons

#### Luik
- Congrespaleis van Luik

## Nederland

#### Friesland
- WTC Expo in Leeuwarden

#### Gelderland
- Papendal in Arnhem
- Het Van der Valk-hotel in Nijmegen-Lent
- De Vereeniging in Nijmegen
- CineMec in Ede
- De Reehorst in Ede

#### Groningen
- Het MartiniPlaza in Groningen

#### Limburg
- Het MECC in Maastricht

#### Noord-Brabant
- Brabanthallen in 's-Hertogenbosch
- Het Evoluon in Eindhoven
- Autotron in Rosmalen
- De Koningshof in Veldhoven
- De Ruwenberg in Sint-Michielsgestel
- Huize Bergen in Vught

#### Noord-Holland
- De RAI in Amsterdam
- De Meervaart in Amsterdam

#### Overijssel
- De Buitensociëteit in Zwolle
- Hotel Mooirvier in Dalfsen

#### Utrecht
- De Jaarbeurs in Utrecht
- CineMec Utrecht in Utrecht

#### Zuid-Holland
- World Forum in Den Haag
- De Doelen in Rotterdam
- Hotel Huis ter Duin in Noordwijk
- De Hotels van Oranje in Noordwijk
- Aula Congrescentrum TU Delft in Delft
- De Leeuwenhorst in Noordwijkerhout